# Roly Bonevacia
Roly Bonevacia (Lelystad, 18 de octubre de 1991) es un futbolista curazaleño que juega como centrocampista en el Sreenidi Deccan F. C. de la I-League.

## Carrera
Debutó en 2010 jugando para el Ajax. En 2011 fue cedido al NAC Breda, donde permaneció hasta 2012. En 2013 fue dado a préstamo al Roja JC, que lo terminó comprando ese mismo año. Más allá de gozar de participación en el primer equipo, Bonevacia dejó el club en 2014 y firmó con el Wellington Phoenix neozelandés. Luego de tres años en el club, pasó al Western Sydney Wanderers. Tras abandonar el conjunto australiano fichó por el Al-Faisaly saudí. Un año después se marchó a los Emiratos Árabes Unidos para jugar en el Fujairah F. C.

### Selección nacional
Disputó cuatro encuentros con la selección neerlandesa sub-17 y siete con la sub-19. Sin embargo, se inclinó por Curazao para la selección mayor, siendo convocado en junio de 2015 para un amistoso ante Trinidad y Tobago y el partido de clasificación para la Copa Mundial 2018 ante Cuba, aunque no llegó a disputar ninguno de los dos encuentros.

### Clubes
| Club                           | País           | Año       |
| ------------------------------ | -------------- | --------- |
| Ajax de Ámsterdam              | Países Bajos   | 2010-2013 |
| NAC Breda (a préstamo)         | Países Bajos   | 2011-2012 |
| Roda JC Kerkrade               | Países Bajos   | 2013-2014 |
| Wellington Phoenix F. C.       | Nueva Zelanda  | 2014-2017 |
| Western Sydney Wanderers F. C. | Australia      | 2017-2019 |
| Al-Faisaly                     | Arabia Saudita | 2019-2020 |
| Fujairah F. C.                 | EAU            | 2020-2021 |
| Al-Tadamon S. C.               | Kuwait         | 2021-2023 |
| Melbourne Victory F. C.        | Australia      | 2024      |
| Sreenidi Deccan F. C.          | India          | 2024-     |